# Frère de sang (téléfilm, 2017)
Pour les articles homonymes, voir Frère de sang (homonymie).
Pour plus de détails, voir Fiche technique et Distribution.
Frère de sang (Psycho Brother-In-Law) est un téléfilm américain réalisé par Jose Montesinos, sorti en 2017.

## Synopsis
Après de nombreuses années sans aucun contact, Éric reçoit la visite de son frère David. Kate est ravie de revoir son beau-frère de retour dans la vie de sa famille car, avec son mari qui travaille tout le temps et passe de longues journées au bureau, David est gentil avec elle et l’aide. Mais quand son comportement commence à devenir bizarre, Kate se rend compte que David veut être le nouveau chef de famille, et il fera tout pour que cela se produise.

## Fiche technique
- Titre : Frère de sang
- Titre original : Psycho Brother-In-Law
- Autre titre : Blood Brothers

## Distribution
- Brittany Falardeau (VF : Nathalie Régnier) : Kay
- Zack Gold (VF : Jim Redler) : David
  - Mitch McCoy : David jeune
- Mike Duff : Eric
  - Marc Herrmann : Eric jeune
- Megan Ashley Brown (VF : Cerise Calixte) : Laura
- Samantha Bowling (VF : Caroline Mozzone) : Liz
- Billy Meade : Ron[1]
- Lanett Tachel : l'inspecteur Torres
- William Armando : Scotty
- Elaina Garrity : Jasmine
- Jordan Morgan : Mike
- Rick Lasquete : Ned
- Victoria Ma : Vendor
- Stanislav Nyu : l'inspecteur Mullen
- Daisun Cohn-Williams : Bart
- Trine Gallegos : Fran[2]

 Source et légende : version française (VF) sur RS Doublage

## Production

### Tournage
Le tournage a eu lieu à Antioch, en Californie, aux États-Unis. Le film est sorti le 23 mai 2019 en France. Lifetime Television a changé le titre pour Psycho Brother-in-Law, plus romantique.